# دانی حمزیک
دانی حمزیک (انگلیسی: Donnie Hamzik؛ زادهٔ ۱۸ اکتبر ۱۹۵۶) طبل‌زن اهل ایالات متحده آمریکا است.